# Miosina

Moléculas de miosina sufriendo un cambio conformacional en tiempo real. La imagen ha sido realizada mediante una técnica híbrida de AFM con microscopía de fluorescencia de reflexión total.

La miosina es una proteína fibrosa, cuyos filamentos tienen una longitud uniforme de 1,6 micrómetros (μm) y un diámetro de 15 nanómetros (nm), que conjuntamente con la actina, permiten principalmente la contracción de los músculos e interviene en la división celular y el transporte de vesículas.
La miosina es la proteína más abundante del músculo esquelético. Representa entre el 60 % y 70 % de las proteínas totales y es el mayor constituyente de los filamentos gruesos.

## Estructura y composición
La miosina es una ATPasa, es decir, hidroliza el ATP para formar ADP y Pi, reacción que proporciona la contracción muscular.
La miosina está compuesta de 2 cadenas pesadas idénticas, y 4 cadenas livianas.
 
Las 2 cadenas pesadas tienen cada una 230 kilodaltons (kDa),

Las 4 cadenas livianas son de 20 kDa cada una.

La molécula de miosina tiene una región globular de doble cabeza unida a una larga cadena helicoidal de doble hebra. Cada cabeza se une a dos diferentes cadenas ligeras. 
Todas las miosinas tienen la secuencia:
que es similar a la secuencia encontrada en el sitio activo de otras ATPasas. La lisina se une al alfa fosfato del ATP.
La estructura α-helicoidal ininterrumpida de la cola de la miosina es favorecida por la ausencia de prolina en intervalos de más de 1000 residuos y por la abundancia de leucina, alanina y glutamato.
La porción globular de la miosina tiene actividad ATPásica y se combina con la actina. Dos de las cadenas ligeras son idénticas (una en cada cabeza) y pueden ser removidas sin pérdida de la actividad ATPásica. Las otras 2 cadenas livianas no son idénticas y se ven requeridas para la actividad ATPásica y para la unión de la miosina a la actina.
La miosina puede escindirse con la tripsina en dos fragmentos llamados meromiosina ligera y meromiosina pesada.
La meromiosina ligera forma filamentos, carece de actividad ATPásica y no se combina con la actina; es una cadena de doble hebra alfa helicoidal de 850 Å de longitud. La meromiosina pesada cataliza la hidrólisis del ATP, se une a la actina, pero no forma filamentos y genera la fuerza para la contracción muscular; consta de una barra corta unida a dos dominios globulares que son las cabezas de la miosina. La meromiosina pesada puede escindirse por la papaína en dos subfragmento en forma de bastón llamado S2. Cada fragmento S1 tiene un sitio con actividad ATPásica y un sitio de unión a la actina.

## Sarcómero

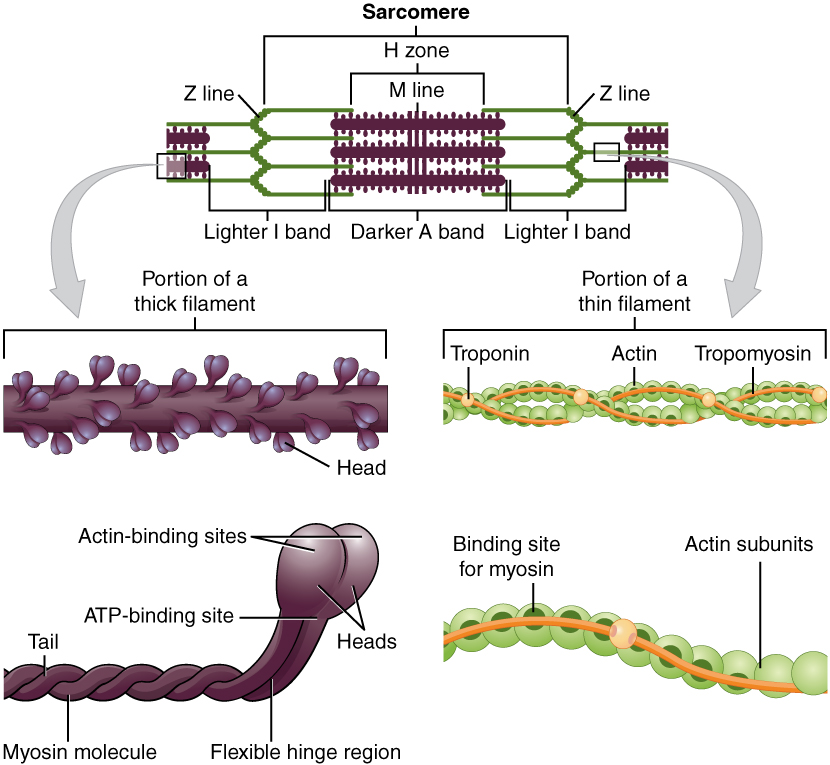

La miofibrilla se divide en compartimentos denominados sarcómeros. 
La agrupación de los miofilamentos gruesos de miosina, forman las bandas transversales  oscuras, que se denominan bandas A.

Los miofilamentos gruesos tienen longitud uniforme de 1,6 micrómetros (μm) y un diámetro de 15 nanómetros (nm). 
Cada filamento grueso de miosina posee unas pequeñas proyecciones denominadas puentes, las que al interactuar con los filamentos de actina producen el deslizamiento con acortamiento del sarcómero. Los miofilamentos delgados contienen sitios receptores para la miosina.
Los miofilamentos gruesos se interdigitan con los extremos libres de los miofilamentos delgados y ocupan la banda A de la sarcómera. En la mitad de esta banda se aprecia la zona H. Las moléculas de miosina que la integran tienen zonas por las cuales pueden unirse a las moléculas de actina y otras, al AV caminando sobre un filamento de Actina F).

## Tipos de miosina
Número EC

3.- Hydrolases

3.6.-.-: Acting on acid anhydrides

3.6.1.-: In phosphorus-containing anhydrides

Se conocen al menos 18 tipos de miosina:

### Miosina de tipo I
La miosina I funciona como monómero y en el transporte de vesículas.
Tiene un tamaño de paso de 10 nm, y se deduce que es responsable de la respuesta adaptativa de la estereocilia en el oído interno.

### Miosina de tipo II

Modelo del filamento deslizante de la contracción muscular.

La miosina tipo II (Miosina cadena pesada II, Myosin heavy chain 2) impulsa la contracción muscular y la citocinesis.
Se observan en este tipo de miosina las siguientes propiedades:
- La miosina de tipo 2, contiene dos cadenas pesadas, con una longitud aproximada de 2000 aminoácidos, y constituyen la cabeza y la cola del filamento de miosina. Cada una de estas cadenas pesadas contiene una N-terminal en la cabeza, presentando un engrosamiento en esta. Mientras que la cola es C-terminal y tiene una estructura helicoidal. Estas dos cadenas se unen formando una espiral, obteniendo así una miosina con dos cabezas.

- El tipo 2 de miosina contiene también cuatro cadenas ligeras (dos por cabeza) que ligan ambas cadenas pesadas por el "cuello", es decir, la región entre la cabeza y la cola. Estas cadenas ligeras están a menudo relacionadas con las cadenas ligeras esencial y reguladora.

### Miosina de tipo III
La miosina III es un miembro poco comprendido de la familia de las miosinas. Se ha estudiado in vivo en los ojos de Drosophila, donde juega un papel en la fototransducción.
El gen homólogo en humanos para miosina III, MYO3A, fue descubierto gracias al Proyecto Genoma Humano y se expresa en la retina y en la cóclea.

### Miosina de tipo V
Es una proteína motora de la que existen tres subclases (miosina Va, b y c) en mamíferos. Miosina V está formada por dos cadenas pesadas, cada una con un dominio motor globular con actividad ATPasa unido por la región del cuello al dominio de la cola. Este tipo de miosina participa en el transporte intracelular de las vesículas. La movilidad de la miosina V es inhibida por calcio. La molécula de miosina permanece unida al filamento de actina, durante el desplazamiento, por una de sus cabezas.

### Miosina de tipo VI
Participa en el transporte intracelular de vesículas.